# Embajada de Colombia en Washington D. C.
La embajada de Colombia en Washington D. C. (en inglés Embassy of Colombia in Washington, D.C.) es la embajada de Colombia en los Estados Unidos. El embajador actual es Daniel García-Peña, quien ocupa  este cargo desde el 21 de mayo de 2024, fue nombrado por el actual presidente Gustavo Petro Urrego en reemplazo de su antecesor Luis Gilberto Murillo (2022-2024)

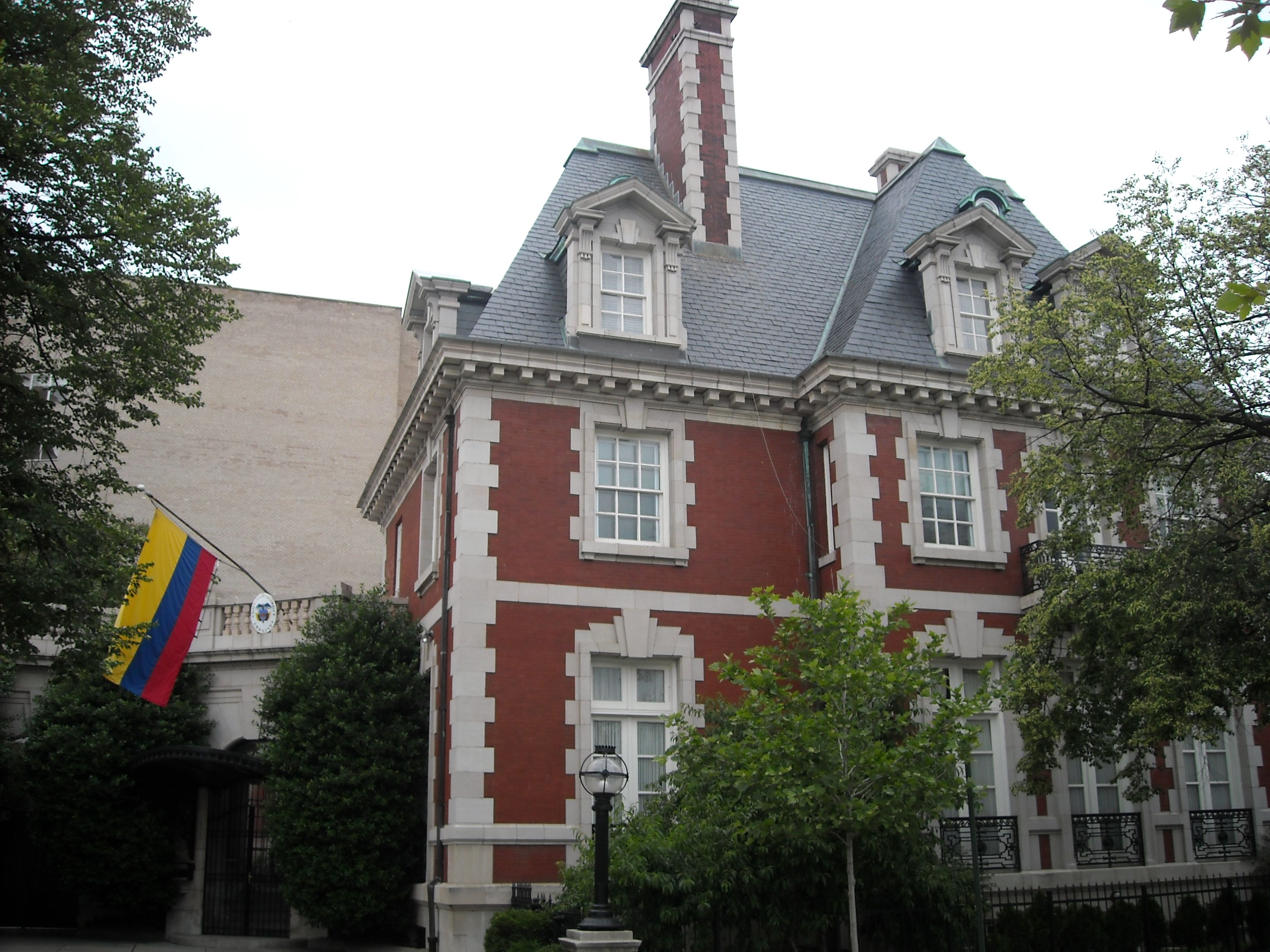
Residencia del Embajador colombiano (Casa de Thomas T. Gaff) en Washington D. C.

La residencia oficial del embajador es la Casa de Thomas T. Gaff. que se encuentra al noroeste de Washington D. C., sobre el 1520 20th Street NW.

## Embajadores
| Embajador Extraordinario y Plenipotenciario | Nombrado                 | Presentación de Credenciales |
| ------------------------------------------- | ------------------------ | ---------------------------- |
| Miguel López Pumarejo                       | 10 de octubre de 1938    | 28 de octubre de 1938        |
| Gabriel Turbay Abunader                     | 7 de noviembre de 1939   | 14 de noviembre de 1939      |
| Alberto Vargas Nariño                       | 29 de septiembre de 1942 |                              |
| Alberto Lleras Camargo                      | 22 de abril de 1943      | 6 de mayo de 1943            |
| Gabriel Turbay Abunader                     | 30 de diciembre de 1943  | 17 de enero de 1944          |
| Carlos Sánz de Santamaría                   | 28 de agosto de 1945     | 12 de septiembre de 1945     |
| Gonzalo Restrepo Jaramillo                  | 19 de febrero de 1947    | 25 de febrero de 1947        |
| Eduardo Zuleta Ángel                        | 21 de septiembre de 1949 | 26 de septiembre de 1949     |
| Cipriano Restrepo Jaramillo                 | 22 de mayo de 1951       | 5 de junio de 1951           |
| Eduardo Zuleta Ángel                        | 3 de agosto de 1953      | 10 de noviembre de 1955      |
| Francisco J. Urrutia Holguín                | 10 de noviembre de 1955  | 14 de noviembre de 1955      |
| José Gutiérrez Gómez                        | 6 de septiembre de 1957  | 10 de octubre de 1957        |
| Carlos Sánz de Santamaría                   | 16 de marzo de 1960      | 1 de abril de 1960           |
| Eduardo Uribe Botero                        | 28 de junio de 1963      | 24 de julio de 1963          |
| Hernán Echavarría Olózoga                   | 10 de enero de 1967      | 13 de enero de 1967          |
| Misael Pastrana Borrero                     | 17 de enero de 1969      | 3 de febrero de 1970         |
| Douglas Botero Boshel                       | 7 de enero de 1970       | 3 de febrero de 1970         |
| Rodrigo Escobar Navia                       | 31 de diciembre de 1974  |                              |
| Julio César Turbay Ayala                    | 29 de abril de 1975      | 29 de abril de 1975          |
| Alfonso Dávila Ortiz                        | 18 de agosto de 1976     |                              |
| Virgilio Barco Vargas                       | 7 de junio de 1977       | 24 de junio de 1977          |
| Jorge Mario Eastman Robledo                 | 6 de noviembre de 1980   | 11 de diciembre de 1980      |
| Fernando Cepeda Ulloa                       | 21 de mayo de 1981       |                              |
| Fernando Gaviria Cadavid                    | 28 de julio de 1981      | 21 de septiembre de 1981     |
| Jorge Salazar                               | 8 de febrero de 1983     |                              |
| Álvaro Gómez Hurtado                        | 9 de marzo de 1983       | 7 de abril de 1983           |
| Rodrigo Lloreda Caicedo                     | 17 de diciembre de 1985  | 15 de enero de 1986          |
| Francisco Posada de la Peña                 | 28 de febrero de 1986    | 11 de marzo de 1986          |
| Víctor Mosquera Chaux                       | 12 de noviembre de 1987  | 21 de diciembre de 1987      |
| Jaime García Parra                          | 14 de diciembre de 1990  | 19 de febrero de 1991        |
| Gabriel Silva Luján                         | 18 de agosto de 1993     | 1 de octubre de 1993         |
| Carlos Lleras de la Fuente                  | 9 de agosto de 1994      | 25 de octubre de 1994        |
| Juan Carlos Esguerra Portocarrero           | 23 de enero de 1997      | 11 de febrero de 1997        |
| Luis Alberto Moreno Mejía                   | 29 de septiembre de 1998 | 27 de octubre de 1998        |
| Andrés Pastrana Arango                      | 9 de noviembre de 2005   | 2 de diciembre de 2005       |
| Carolina Barco                              | 7 de septiembre de 2006  | 12 de septiembre de 2006     |
| Gabriel Silva Luján                         | 7 de agosto de 2010      | 4 de octubre de 2010         |
| Carlos Urrutia                              | 5 de septiembre de 2012  | 19 de septiembre de 2012     |
| Luis Carlos Villegas                        | 13 de noviembre de 2013  | 15 de junio de 2015          |
| Juan Carlos Pinzón                          | 23 de julio de 2015      | 25 de mayo de 2017           |
| Camilo Reyes Rodríguez                      | 11 de julio de 2017      | 6 de septiembre de 2018      |
| Francisco Santos Calderón                   | 6 de septiembre de 2018  | 7 de junio de 2021           |
| Juan Carlos Pinzón                          | 14 de junio de 2021      | 6 de agosto de 2022          |
| Luis Gilberto Murillo                       | 7 de agosto de 2022      | 13 de diciembre de 2022      |
| Daniel García-Peña                          | 21 de mayo de 2024       | 20 de enero de 2025          |